# Vicky Kaushal

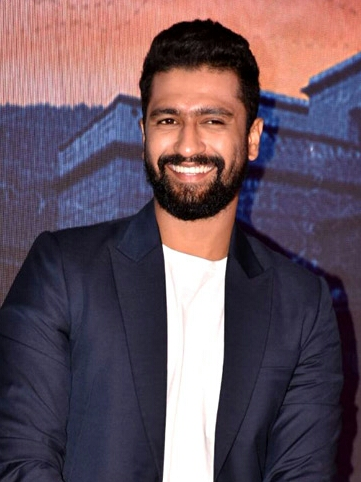
Kaushal em 2018

Vicky Kaushal (Mumbai, 16 de maio de 1988) é um engenheiro e ator indiano, muito respeitado em Bollywood.
Formado em engenharia pelo Instituto de Tecnologia Rajiv Gandhi, naturalmente começou a trabalhar no cinema indiano por influência do seu pai, que é diretor de filmes de ação. Depois de atuar em papeis menores, em seu primeiro papel principal, no drama Masaan de 2015, rendeu-lhe o "IIFA Award" e o "Star Screen Award for Most Promising Newcomer".